# Astronomisches Büro
Das Astronomische Büro wurde im Mai 1907 vom Mittelschulprofessor Oswald Thomas in  Kronstadt in Siebenbürgen gegründet und übersiedelte mit ihm 1913 nach Wien, wo Thomas einen Lehrauftrag an der Universität annahm. Nach dem Tod des Gründers im Jahre 1963 wurde es von seinem Schüler Hermann Mucke („Studiosus Mucke“) übernommen und von ihm und seiner Frau Ruth bis März 2019 geführt.
Das Astronomische Büro diente zunächst als Sammelstelle für Laienbeobachtungen am Tag- und Nachthimmel und erlaubte es Oswald Thomas, aus zahlreichen vagen Hinweisen genaue Bahnberechnungen für beobachtete Feuerkugeln und Meteoriten zu erstellen.
Es ist bis heute astronomische Ansprechstelle und wissenschaftliche Institution im Rahmen des Österreichischen Astronomischen Vereins. Das Büro gab von 1957 bis 2019 das astronomische Jahrbuch „Österreichischer Himmelskalender“ und die astronomische Monatsschrift „Sternenbote“ heraus. Darüber hinaus betreute es im Rahmen seiner himmelskundlichen Bildungsaufgaben auch den Sterngarten am Georgenberg (Wien 23), mit dem eine himmelskundliche Bildungsidee des ersten Leiters Oswald Thomas von seinem Nachfolger Hermann Mucke ausgearbeitet und verwirklicht wurde.
Den Sterngarten betreut nun der Astroverein; der „Himmelskalender“ wird seit 2020 vom Verein in digitaler Form als Astronomischer Almanach weitergeführt.